# Steinbach am Attersee
Steinbach am Attersee – gmina w Austrii, w kraju związkowym Górna Austria, w powiecie Vöcklabruck. 1 stycznia 2015 liczyła 870 mieszkańców.